# Farges Tanne
Farges Tanne (Abies fargesii) ist ein mittelgroßer Nadelbaum aus der Gattung der Tannen in der Familie der Kieferngewächse. Ihr Verbreitungsgebiet befindet sich in China.

## Beschreibung

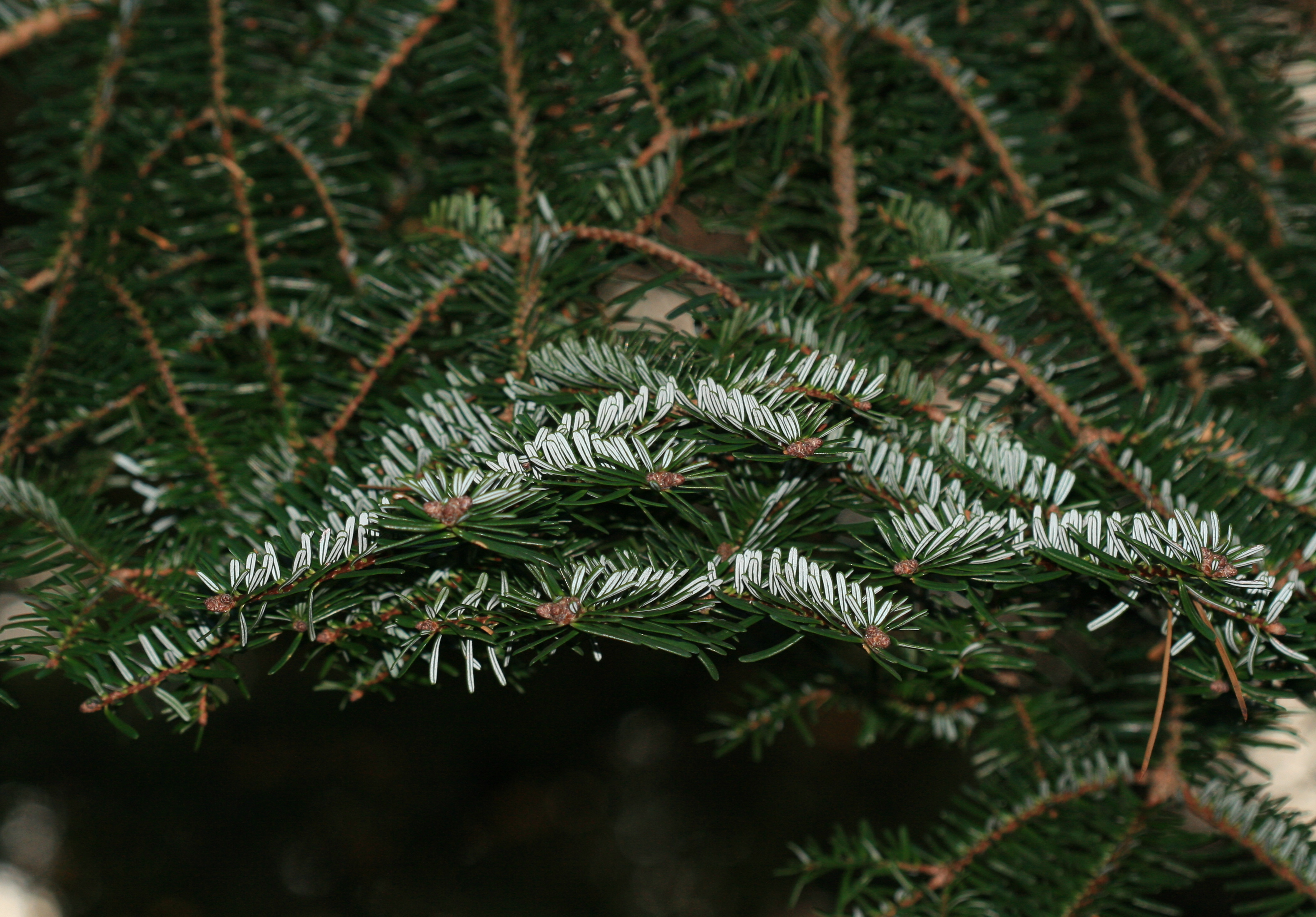
Zweig von Farges Tanne

Farges Tanne ist ein bis zu 40 Meter hoher Baum mit einem Brusthöhendurchmesser von 1,5 bis 2 Metern und einer pyramiden- bis kegelförmigen Krone. Sie hat eine rotbraune bis rötlich graue, raue und schuppige Borke. Die jungen Zweige sind purpurn oder purpurbraun und werden im zweiten Jahr rot und etwas gefurcht. Schwache Zweige sind von rotbraunen Haaren bedeckt. Die Knospen sind ei- bis kegelförmig, purpurn und stark harzig. Die Nadeln stehen in zwei oder mehr Reihen und sind mehr oder weniger waagrecht abstehend. Sie werden 1,0 bis 2,5 Zentimeter lang und 2,5 Millimeter breit und sind an der Unterseite der Zweige etwa doppelt so lang wie auf der Oberseite. Die Nadeln sind abgerundet und ausgerandet bis zweispitzig und haben zwei Harzkanäle. Die Nadeloberseite ist glänzend dunkelgrün, die Unterseite zeigt zwei weiße Spaltöffnungsbänder aus je neun bis zehn Linien.
Männliche Blütenzapfen sind gelblich mit roten Sporophyllen. Sie sind zylindrisch, 13 Millimeter lang und 5 Millimeter breit. Die weiblichen Zapfen sind eiförmig bis eiförmig-zylindrisch und werden 5 bis 8 Zentimeter lang und 3 Zentimeter breit. Sie sind anfangs violettpurpurn und im reifen Zustand dunkelpurpurn bis rotbraun. Die Schuppen sind in der Mitte des Zapfens nierenförmig bis fächerartig-nierenförmig. Die Deckschuppen ragen etwas hervor und sind gerade oder umgeschlagen. Die Samen haben einen keilförmigen Flügel.

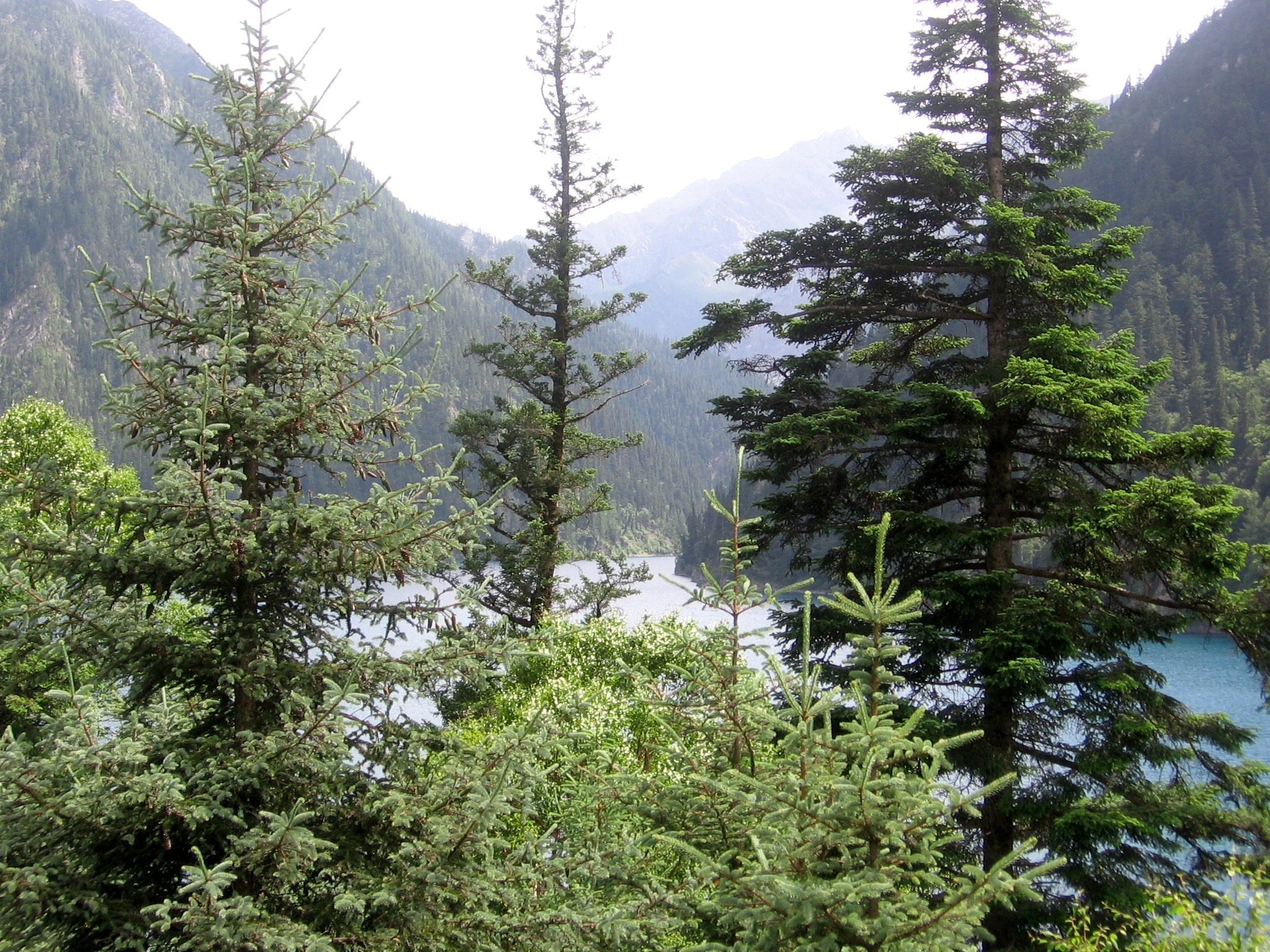
Borsten-Fichte (Picea asperata) und Farges Tanne (Abies fargesii, rechts)

## Verbreitung und Ökologie
Das natürliche Verbreitungsgebiet von Farges Tanne liegt in China in den Provinzen Gansu, Hubei, Shaanxi und Sichuan. Dort wächst sie in artenreichen Wäldern und Gehölzgruppen auf frischen bis feuchten, sauren bis neutralen, sandig-humosen bis lehmig-humosen Böden an sonnigen bis lichtschattigen Standorten. Sie ist frostempfindlich und wärmeliebend. Man findet sie in Höhen von 1500 bis 3900 Metern. Sie bildet Reinbestände oder man findet sie zusammen mit anderen Nadelbäumen, etwa mit der Schensi-Tanne (Abies chensiensis), der Min-Tanne (Abies recurvata), der Purpur-Fichte (Picea purpurea), der Borsten-Fichte (Picea asperata), Picea neoveitchii, der Sargent-Fichte (Picea brachytyla), Larix potaninii, der Taiwan-Hemlocktanne (Tsuga chinensis) und der Chinesischen Eibe (Taxus chinensis). Daneben befinden sich häufig verschiedene Arten von Birken (Betula) und Pappeln (Populus) und als Sträucher Arten der Berberitzen (Berberis), der Zwergmispeln (Cotoneaster), der Johannisbeeren (Ribes), Rhododendron-Arten und Spiersträucher (Spiraea).
In der Roten Liste der IUCN wird Farges Tanne als nicht gefährdet („Lower Risk/least concern“) geführt. Es wird jedoch darauf hingewiesen, dass eine neuerliche Überprüfung der Gefährdung nötig ist.

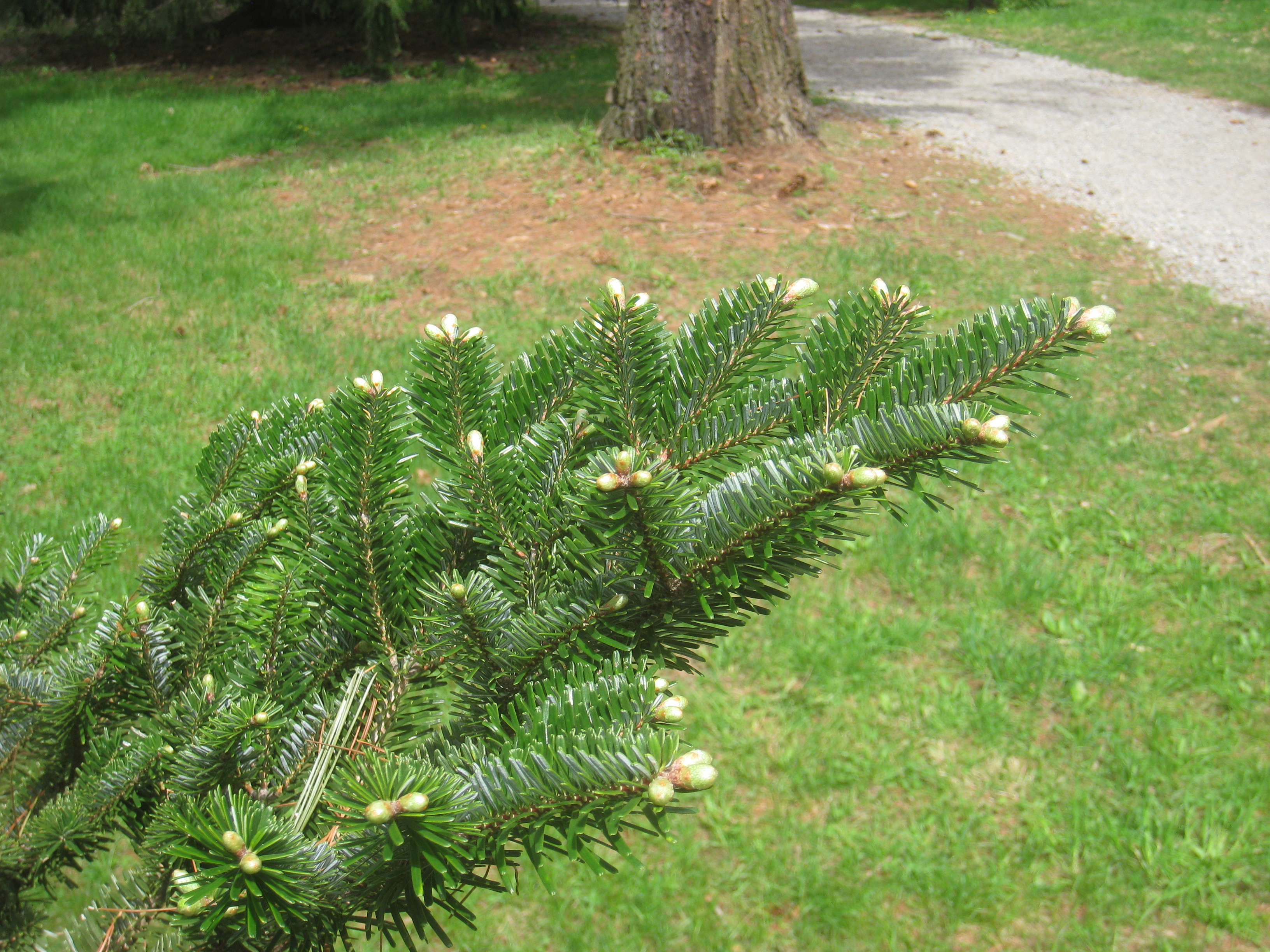
Zweig von Abies fargesii var.fargesii

## Systematik und Forschungsgeschichte
Farges Tanne (Abies fargesii) ist eine Art aus der Gattung der Tannen (Abies) in der Familie der Kieferngewächse (Pinaceae). Sie wird der Sektion Pseudopicea zugeordnet. Sie wurde von Adrien René Franchet 1899 erstbeschrieben. Das Artepitheton fargesii verweist auf den französischen Geistlichen Paul Guillaume Farges, der die Art 1893 gefunden hat.
Es können mehrere Varietäten unterschieden werden:
- Abies fargesii var. fargesii, die Nominatform: Sie kommt von Shaanxi bis ins nordwestliche Sichuan vor.[7]
- Abies fargesii var. faxoniana (Rehder & E.H.Wilson) Tang S.Liu (Syn.: Abies faxoniana Rehder & E.H.Wilson)[3] Sie kommt im westlichen Sichuan vor.[7]
- Abies fargesii var. sutchuenensis Franch. (Syn.: Abies sutchuenensis (Franch.) Rehder & E.H.Wilson): Sie kommt vom südlichen Gansu bis ins nordwestliche Sichuan vor.[7]

## Verwendung
Das Holz von Farges Tanne wird zur Herstellung von Bauholz, Möbeln und Holzstoff verwendet.

## Nachweise